# Du mein stilles Tal
Du mein stilles Tal ist ein deutscher Spielfilm aus dem Jahr 1955. Er beruht auf der Erzählung Schweigepflicht von Jacques Companéez, der auch das Drehbuch schrieb. Regie führte Leonard Steckel. Die Hauptrollen sind besetzt mit Curd Jürgens, Winnie Markus und Bernhard Wicki.  

## Handlung
Im Vorspann des Films erklingt das Heimatlied Im schönsten Wiesengrunde, beginnend mit Dich mein stilles Tal.  
Nikky von Breithagen, Tochter von Elisabeth und Gert Breithagen heiratet heute. Dass Nikki in Wahrheit nicht Gerts Tochter ist, wissen außer ihrer Mutter nur drei Menschen und die schweigen. Sie sind an ihre Schweigepflicht gebunden. Nikky ist glücklich, weil sie ihren zukünftigen Ehemann aus tiefstem Herzen liebt, genauso wie er sie. Alle Bekannten und Verwandten sprechen ihre Glückwünsche aus und wünschen dem jungen Paar eine so „glückliche Ehe wie ihre Eltern sie führen“ – das ist jedenfalls die Annahme aller Anwesenden. Nur Elisabeths Arzt, ein enger Freund der Familie, ahnt, woran Elisabeth gerade jetzt denken muss und woran sie sich erinnert. 
Vor 20 Jahren heiratete Elisabeth den blendend aussehenden, sehr angesehenen und vermögenden Gert von Breithagen. Gert liebte die junge Frau. Elisabeth war unentschlossen und war mehr dem Wunsch ihrer Eltern nachgekommen, die Gert als den idealen Mann für ihre Tochter ansahen. Doch kurz vor ihrer Eheschließung lernte die junge Frau den Mann kennen, in den sie sich sofort und bedingungslos verliebte. Für ihn war es wohl nur eine kurze Eskapade und er verschwand so schnell wie er gekommen war wieder aus Elisabeths Leben und ließ nichts mehr von sich hören. Als Elisabeth am Tag ihrer Hochzeit kurz ohnmächtig wurde und der Arzt sie untersuchte, war sie verzweifelt, als er eine Schwangerschaft feststellte. Gert konnte nicht der Vater sein, da blieb nur Erik Linden. Unter Tränen gestand Elisabeth ihrem Arzt, der an die Schweigepflicht gebunden ist, damals ein, dass Gert nicht der Vater ihres Kindes sei. Auch ihrem zukünftigen Mann gegenüber hatte sie nicht den Mut, die Wahrheit einzugestehen, und heiratete ihn im Bewusstsein ihrer Lüge. Gert stellte nie in Frage, Nikkis Vater zu sein. Das Verhältnis von Vater und „Tochter“ hätte kaum besser sein können.
Nachdem viele Jahre vergangen waren, begegnete Elisabeth ganz überraschend dem Mann wieder, für den sie immer noch so viel empfand. Erik, inzwischen ein angesehener Konzertpianist, war sich nun sicher, dass Elisabeth die Frau seines Lebens sei, und wollte unbedingt, dass sie mit ihm ein neues Leben begänne. Elisabeth suchte damals ein Gespräch mit ihrem Pfarrer und gestand ihm, welches Geheimnis auf ihrer Ehe lastet. Auch der Pfarrer war an sein Beichtgeheimnis gebunden. Elisabeth rang damals sehr mit sich, aber am Ende entschied sie sich, bei ihrem Mann und ihrem Kind zu bleiben. Das Geheimnis um Nikkis wahren Vater offenbarte sie ihrem Mann auch jetzt nicht. 
Ausgerechnet an Nikkis Hochzeitstag erliegt Gert von Breithagen dem Charme einer Freundin von Nikki. Rita, der das Interesse des reifen Mannes schmeichelt, tut alles, um ihn zu erobern. Gert aber, der immer gespürt hat, dass da etwas zwischen ihm und Elisabeth steht, fühlt sich geliebt und ist glücklich über die Zärtlichkeit, die er durch Rita erfährt. Gert spielt sogar mit dem Gedanken, sich scheiden zu lassen. Als er mit seinem Anwalt Dr. Zöller darüber spricht, hat dieser erhebliche Bedenken und warnt, dass Rita es vor allem auf die Stellung an seiner Seite und sein Geld abgesehen habe. Er schlägt Gert vor, Rita auf die Probe zu stellen, und tatsächlich versagt die junge Dame auf ganzer Linie. Gerts Freund schweigt Elisabeth gegenüber, wie ernst es Gert mit diesem jungen Mädchen war: Berufsgeheimnis. 
Elisabeth aber ist eine kluge Frau und hat sehr wohl bemerkt, dass ihr Mann sich immer mehr von ihr entfernt hat und in dieser für sie schweren Zeit hat sie erkannt, dass es doch Liebe ist, die sie mit Gert verbindet. Eine Erkenntnis, die sie in neuer Weise auf ihren Mann zugehen lässt. Ihr Geheimnis aber behält sie für sich. Sie darf Gert nicht die Tochter nehmen und ihrer Tochter nicht den Vater, nur um ihr Gewissen zu beruhigen. Aber nun kann sie mit der Situation leben, ohne mit dem Schicksal zu hadern.

## Produktion

### Produktionsnotizen
Gedreht wurde der Film in der Zeit vom 20. Juni bis 6. August 1955 in Hildesheim, im Schloßgut Söder bei Hildesheim und in den CCC-Studios Berlin-Spandau. Es handelt sich um einen CCC-Farbfilm der Gloria in Eastmancolor. Die Bauten stammen von Rolf Zehetbauer, für den Ton sorgte Erwin Schänzle. Der Erstverleih erfolgte durch die Gloria-Filmverleih GmbH (München). 

### Streit um den Titel
Als Curd Jürgens bei den Dreharbeiten zu diesem Film hinter vorgehaltener Hand erfuhr, dass der Film eigentlich Vor meinem Vaterhaus steht eine Linde heißen solle und dann während der Dreharbeiten in Hildesheim das Gerücht auftauchte, dass die Linde gefällt sei, aber der Streifen dafür nun O du mein stilles Tal heißen solle, war Jürgens unglaublich wütend. Produzent „Atze“ Artur Brauner erinnerte sich an die aufkeimenden Probleme nicht ohne Bosheit und Ironie: „Jürgens fragt, ob mich jemand zu heiß gebadet habe. Ich verneine. Da schreit er los. Kaum jemals habe ich einen Menschen so wütend gesehen. Er droht mit ganzen Salven von einstweiligen Verfügungen. Wir schreiben ‚an die liebe Gloria‘ und fragen, ob dem Titel noch ein Kinderchor zu unterlegen sei. Aber in München findet man das gar nicht komisch. Dann wollen die Schauspieler streiken. Curd Jürgens, sichtlich entsetzt über den neuen Titel, erklärt bald darauf kategorisch: ‚Wenn der Film so genannt wird, drehe ich keinen Tag weiter. In meinem Vertrag steht Schweigepflicht.‘ Im Atelier hieß der Film ohnehin nur noch O du mein Schweigetal. Inzwischen tobte im Gloria-Verleih der Kampf zwischen Du mein stilles Tal und Vor meinem Vaterhaus steht eine Linde, wobei vorübergehend auch der neue Titel Erbe der Väter auftauchte. Aber auch den wollte Curd Jürgens nicht akzeptieren. Er bestand auf seinen Vertrag, und man versicherte ihm, dass dieser eingehalten werde. Dann las er in den Zeitungen, der Film hieße nun doch Du mein stilles Tal. Da klagte Curd Jürgens. Die Sache kam vor die 17. Zivilkammer des Berliner Landgerichts, und Curd Jürgens wurde so etwas wie ein Held im Kampf gegen den Kitsch. Bei der Verhandlung kam das Gericht zu der Überzeugung, dass kein Grund vorliege, den Schweigepflicht-Film umzubenennen, zumal im Drehbuch keinerlei Hinweise auf ein Tal, oder gar ein stilles Tal, nicht einmal auf ein lautes Tal oder etwa auf einen stillen Berg enthalten sei. Curd Jürgens hatte also gewonnen, aber Atze Brauner ging in die zweite Instanz. Na, und was geschah? Was damals meist in Filmkreisen geschah: Die Herrschaften einigten sich, und die Sache ging aus wie’s Hornberger Schießen. Das heißt, obwohl Curd Jürgens seinen Prozess gewonnen hatte, lief der Film dann doch unter dem Tal-Titel.“ Für Atze Brauner war der drei Jahre dauernde Prozess durchaus positiv, da er eine Riesenpropaganda, die er so gar nicht hätte bezahlen können, darstellte.

## Rezeption

### Veröffentlichung, Erfolg
Das Filmdrama trug die Arbeitstitel Erbe der Väter sowie Geheimnis einer Ehe resp. Schweigepflicht. In Österreich lief der Film unter dem Titel Schweigepflicht. Unter dem Titel Hendes store længsel wurde der Film am 2. Mai 1960 in Dänemark veröffentlicht, im Jahr zuvor in den USA. 
Die Uraufführung des Films in der Bundesrepublik Deutschland fand am 23. September 1955 in Hildesheim im Roxy-Kino statt. 
Bei der Premiere in Stuttgart blieb das gesamte Team einschließlich der Schauspieler der Premiere fern, „weil sie nicht beim Start einer Pleite dabei sein wollten.“ Aber Schweigepflicht/Du mein stilles Tal wurde keine Pleite. Im Gegenteil. Der Film spielte zwei Millionen Mark ein, die Gloria triumphierte und deren Chefin Ilse Kubaschewski (bekannt für ihren „guten Riecher“) konnte „Siehste!“ sagen.

### Kritik
Das Lexikon des internationalen Films befand: 

„Zwanzig Jahre verschweigt die Frau eines Rittmeisters ihrem Mann, daß ihre Tochter einen anderen zum Vater hat – jenen romantischen Pianisten, der eines Tages wieder in ihr Leben tritt. Melodramatischer Ehefilm. (Fernsehtitel: Geheimnis einer Ehe).“

Kino.de führte aus: „Ein edler Gutsherr, ein eleganter Tastenvirtuose und eine treusorgende Gattin… ein Melodram ganz nach dem Geschmack des bundesrepublikanischen Publikums, bestens besetzt mit dem ‚Normannischen Kleiderschrank‘ Curd Jürgens, dem späteren Erfolgsregisseur Bernhard Wicki sowie Winnie Markus als Herzdame zwischen den Stühlen. Routiniert setzt der Schauspieler und Regisseur Leonard Steckel (Palast-Hotel) diese Ehekrise in Szene, die auf der Erzählung Schweigepflicht des Drehbuchautors Jacques Companéez beruht.“
Wenig positiv stellte sich die Kritik von Cinema dar: „Schmonzette mit beachtlicher Lebensferne“.
Die Wahrnehmung der ARD dagegen war eine andere: „Du mein stilles Tal, ein romantisches Melodram von Leonard Steckel, brachte mit Curd Jürgens, Winnie Markus und Bernhard Wicki drei der großen deutschen Stars seiner Zeit gemeinsam auf die Leinwand. Leonard Steckel war einer der gefragtesten Nebendarsteller (Die verliebte Firma) des deutschen Kinos der 1930er- bis 1960er-Jahre. Neben seinen zahlreichen Filmauftritten inszenierte er jedoch im Lauf der Jahrzehnte eine Handvoll eigener Kinofilme – von denen Du mein stilles Tal der wohl schönste ist. Das romantische Melodram vereint mit Curd Jürgens, Winnie Markus und Bernhard Wicki drei legendäre deutschen Stars in einer Dreiecksgeschichte, die eine Moral hat, aber nie moralisierend ist.“
Das Lexikon der Filme im Fernsehen bestätigte dem Film jedoch: „Ehe als Achterbahn: Auf und ab rast der Wagen von Liebe und Leid. Der lange Atem des Films verfolgt ein Paar über dreißig Jahre seines Lebens und kann sogar fesseln, nicht zuletzt wegen hervorragender Besetzung.“